# ميكي ماغيري
ميكي ماغيري هو لاعب كرة القدم الكندية كندي، ولد في عقد 1920 في سان لامبرت في كندا.